# Festival Mundial de la Digna Rabia
El Festival Mundial de la Digna Rabia fue un evento realizado por el Ejército zapatista de liberación nacional que inició en la Ciudad de México el 26 de diciembre de 2008 y culminó en el estado de Chiapas el 5 de enero de 2009. El objetivo principal del evento era conmemorar el decimoquinto aniversario del inicio del movimiento armado del EZLN y crear un panel de exposiciones sobre las ideas del mismo.
Fue realizado en tres sedes distintas, del 26 al 29 de diciembre en el lienzo charro "Charros Reyes" en la delegación Iztapalapa, el 31 de diciembre en el Caracol Oventik en el estado de Chiapas y del 2 al 5 de enero de 2009 en San Cristóbal de las Casas.
Al evento asistieron expositores de distintas partes de México y de países como Italia, España, Argentina y Suiza. Igualmente se realizaron eventos culturales como una exposición fotográfica y la participación de 57 grupos musicales, siete compañías teatrales y dos grupos de danza.